# Giustizia e Carità

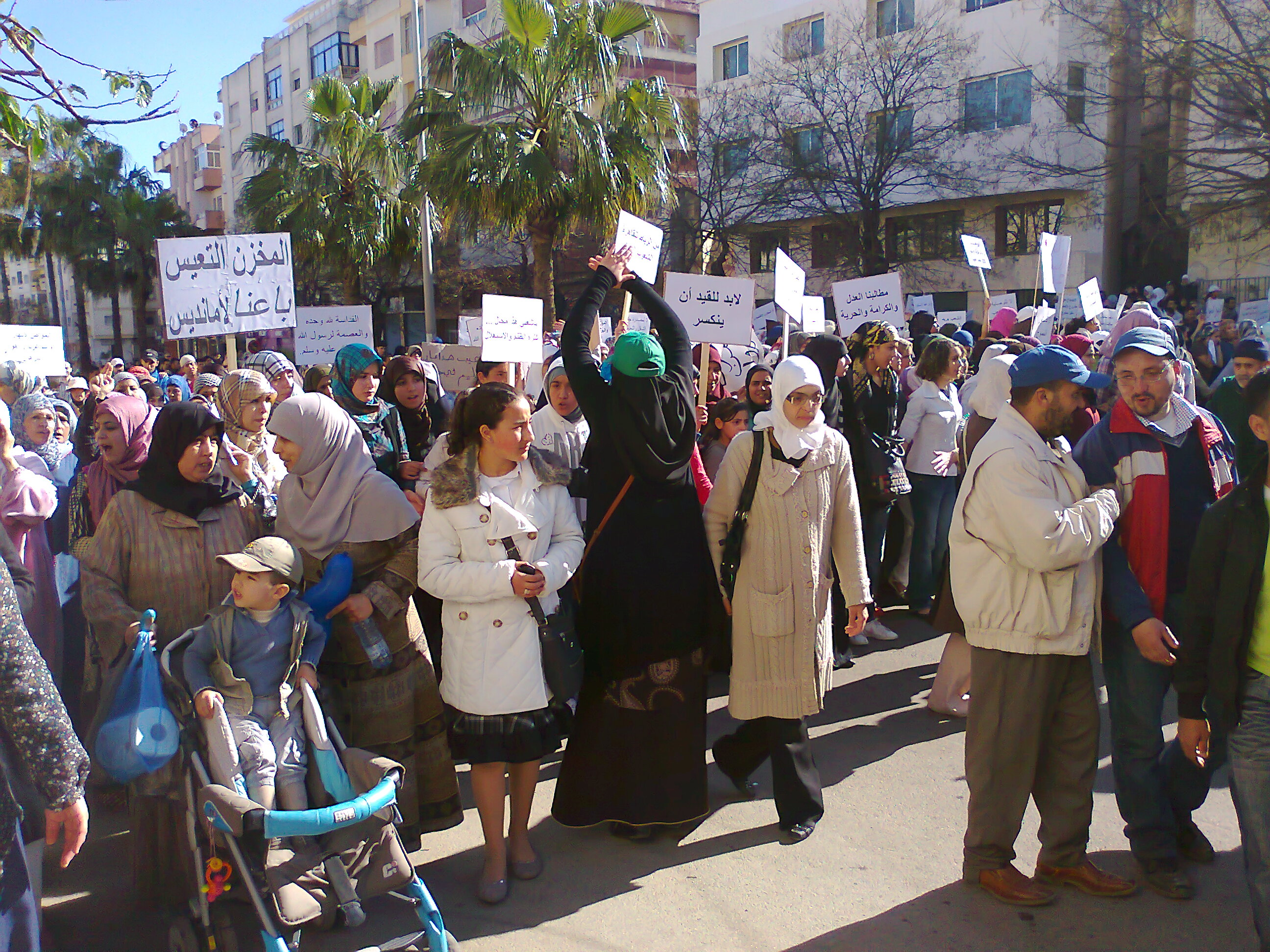
Membri del movimento manifestano a Tangeri, 20 marzo 2011

Giustizia e Carità (in arabo جماعة العدل والإحسان‎?, al-ʿAdl wa al-Iḥsān; lett. "Giustizia e spiritualità") è un movimento politico e sociale islamico marocchino, fondato negli anni 1980 da Abdesslam Yassine. Fondato sul principio della non violenza, il movimento si è prefissato lo scopo di educare la società agli insegnamenti della religione islamica. Secondo il movimento l'attuale sistema politico marocchino non sarebbe democratico e per questo motivo è tuttora considerato dallo Stato marocchino un gruppo fuorilegge.
Secondo Amnesty International, la figlia dello sceicco, Nadia Yassine, incarcerata nel 2005 per aver dichiarato in un'intervista presso un'università americana che «la monarchia non è appropriata per il Marocco», ha visto il suo processo rinviato al gennaio 2010. Nel settembre 2010 le famiglie di sette attivisti hanno denunciato la polizia marocchina che avrebbe torturato i loro congiunti accusati ingiustamente di aver rapito e torturato un avvocato che si era infiltrato tra i membri dell'organizzazione per passare informazioni alla polizia. L'organizzazione, pur essendo attiva dal 1973, non ha mai ottenuto un riconoscimento legale. Secondo i membri, l'associazione è vittima di una cospirazione del regime marocchino; secondo i media, il gruppo sarebbe «capace di rovesciare con la forza la monarchia marocchina e stabilire una repubblica islamica».